# Joseph Grasseau

a Compétitions nationales et continentales officielles uniquement.

Joseph Grasseau, né le 4 juin 1927 à Fleury et mort le 25 juin 2009 à Narbonne, est un joueur de rugby à XIII français évoluant au poste de centre ou d'ailier dans les années 1940 et 1950. Dans la vie civile, il est cultivateur.
Natif de l'Aude, il effectue son service militaire au Maroc et pratique en rentrant le rugby à XIII. Préférence l'ouverture, il est replacé avec succès aux postes de centre ou d'ailier. Il joue pour l'AS Carcassonne qui domine le Championnat de France d'après-guerre. Il le remporte lors de la saison 1949-1950. Il rejoint ensuite le RC Marseille XIII.

## Biographie
Il est marié à Paule Jean (1932-2004) et est inhumé à ses côtés à Fleury.

## Palmarès
- Collectif :
  - Vainqueur du Championnat de France : 1950 (Carcassonne).
  - Vainqueur de la Coupe de France : 1951 (Carcassonne).
  - Finaliste du Championnat de France : 1949 (Carcassonne), 1952 et 1954 (Marseille).
  - Finaliste de la Coupe de France : 1949 (Carcassonne) et 1955 (Marseille).

### Détails en club
| Saison    | Saison         | Championnat           | Championnat | Coupe           | Coupe      |
| Saison    | Saison         | Comp.                 | Class.      | Comp.           | Class.     |
| --------- | -------------- | --------------------- | ----------- | --------------- | ---------- |
| 1948-1949 | AS Carcassonne | Championnat de France | Finaliste   | Coupe de France | Finaliste  |
| 1949-1950 | AS Carcassonne | Championnat de France | Vainqueur   | Coupe de France | 1/8 finale |
| 1950-1951 | AS Carcassonne | Championnat de France | 1/2 finale  | Coupe de France | Vainqueur  |
| 1951-1952 | RC Marseille   | Championnat de France | Finaliste   | Coupe de France | 1/8 finale |
| 1952-1953 | RC Marseille   | Championnat de France | 1/2 finale  | Coupe de France | 1/8 finale |
| 1953-1954 | RC Marseille   | Championnat de France | Finaliste   | Coupe de France | 1/2 finale |
| 1954-1955 | RC Marseille   | Championnat de France | 5e          | Coupe de France | Finaliste  |
| 1955-1956 | FC Lézignan    | Championnat de France | 9e          | Coupe de France | 1/8 finale |
| 1956-1957 | FC Lézignan    | Championnat de France | 12e         | Coupe de France | 1/2 finale |
| 1957-1958 | FC Lézignan    | Championnat de France | 5e          | Coupe de France | 1/4 finale |